# Éclimeux
Éclimeux é uma comuna francesa na região administrativa de Altos da França, no departamento de Pas-de-Calais. Estende-se por uma área de 6,03 km². Em 2010 a comuna tinha 179 habitantes (densidade: 29,7 hab./km²).